# Андервуд, Блэр
Блэр Э́рвин А́ндервуд (англ. Blair Erwin Underwood; род. 25 августа 1964, Такома) — американский актёр кино и телевидения, известный по сериалам «Закон Лос-Анджелеса», «Новые приключения старой Кристин», «Грязные мокрые деньги», «Лечение» и «Событие». Номинант на премию «Золотой глобус» (1991, 2009), лауреат «Грэмми» (2009).

## Молодость
Андервуд родился в Такоме, штат Вашингтон. Его отец Фрэнк Э. Андервуд-старший был полковником армии США, а мать Мэрилин Энн Андервуд работала дизайнером. У него также есть старший брат и две младших сестры. Детство будущий актёр провёл на военных базах США и в немецком городе Штутгарте, где военную службу проходил его отец. Блэр учился в Petersburg High School в Питерсберге, штат Виргиния, а также посещал занятия в театральной школе Carnegie Mellon School of Drama в Питтсбурге. Тогда же вступил в общество Phi Beta Sigma.

## Карьера

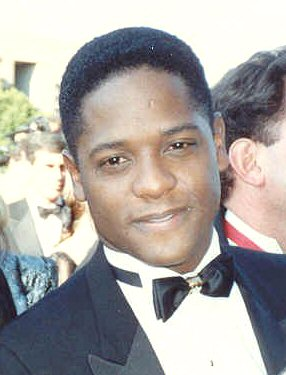
Блэр Андервуд на 41-й церемонии вручения премии «Эмми», сентябрь 1989 года

Впервые в кино Андервуд снялся в 1985 году в фильме «Краш Грув» и телесериале «Шоу Косби». После роли Бобби Блю в мыльной опере «Одна жизнь, чтобы жить» он был приглашён на роль прокурора Джонатана Роллинза в сериале «Закон Лос-Анджелеса», в котором снимался с 1987 по 1994 годы. За эту работу Андервуд в 1991 получил первую номинацию на «Золотой глобус». В 1996 году был представлен на обложке июльского номера журнала Playgirl.
Снялся в фильмах «Вооружённый отряд» (1993), «Справедливый суд» (1995), «Вызов» (1996), «Гаттака» (1997), «Столкновение с бездной» (1998), «Правила боя» (2000) и «Домашняя работа» (2011). В 2000 году исполнил главную роль в сериале «Городские ангелы». В 2003 сыграл любовника героини Синтии Никсон в четырёх эпизодах «Секса в большом городе». Как школьный учитель и возлюбленный главной героини появлялся в трёх сезонах ситкома «Новые приключения старой Кристин». Стал приглашённой звездой в одном из эпизодов детективного сериала «Закон и порядок: Специальный корпус». Сыграл ходящего к психологу лётчика-истребителя в теледраме «Лечение» (вторая номинация на «Золотой глобус»). Поставил фильм «Мост в никуда» (2009). В 2010—2011 годах Андервуд играл президента США Элиаса Мартинеса в научно-фантастическом сериале «Событие». Озвучил Охотника в игре The Legend of Spyro: Dawn of the Dragon.
В 2000 году Андервуд был включён журналом People в список «50 самых красивых людей», а TV Guide назвал его одним из «самых влиятельных лиц 90-х годов».
В 2007 году Андервуд вместе с супругами Стивеном Барнсом и Тананарив Ду стал соавтором романа Casanegra: A Tennyson Hardwick. Также они написали книги In the Night of the Heat (2009) и From Cape Town with Love (2010).
В 2009 году вместе с Синтией Никсон и Бо Бриджесом выиграл премию «Грэмми» в категории «Лучший речевой альбом» за прочтение книги Альберта Гора «Неудобная правда».

## Личная жизнь
В 1989 году Блэр Андервуд стал соучредителем некоммерческой организации «Артисты для новой Южной Африки», занимающейся демократией и правами человека в ЮАР. Также он представляет несколько благотворительных организаций. В 1993 удостоен «Гуманитарной награды» за работу в лос-анджелесском филиале Ассоциации мышечной дистрофии. Спустя десять лет Блэр вместе с актрисой Эшли Джадд стали представителями благотворительной организации YouthAIDS, занимающейся проблемой СПИДа. В следующем году он появился в рекламе фонда Fulfillment. Андервуд является попечителем организованной в Лос-Анджелесе актёром Дэнни Гловер некоммерческой театральной труппы Robey Theatre Company, играющей спектакли о жизни афроамериканцев.
Поддержал кандидатуру Барака Обамы на пост президента США и высказывался на него на митингах. Андервуд впервые узнал об Обаме, когда актёр готовился к роли в «Законе Лос-Анджелеса» в Гарвардской школе права, где будущий президент в то время был президентом газеты Harvard Law Review.
С помощью ДНК-дактилоскопии Андервуд выяснил, что является потомком живущего в Северо-Западном регионе Камеруна племени венго.
17 сентября 1994 года женился на Дезире ДаКоста. У них трое детей: Пэрис, Бриэль и Блейк.

## Фильмография
| Год       |    | Русское название                                | Оригинальное название                           | Роль                                                    |
| --------- | -- | ----------------------------------------------- | ----------------------------------------------- | ------------------------------------------------------- |
| 2020—2020 | с  | Ваша честь                                      | Your Honor                                      | Roland Carter                                           |
| 2020—2020 | с  | Мадам Си Джей Уокер                             | Self Made                                       | Charles James Walker                                    |
| 2020      | ф  | Мои волосы хотят убивать                        | Bad Hair                                        | Амос Бладсо / Amos Bludso                               |
| 2016—2019 | с  | Хранитель Лев                                   | The Lion Guard                                  | Маку́ / Makuu                                            |
| 2019—2019 | с  | Дорогие белые                                   | Dear White People                               | Moses Brown                                             |
| 2019—2019 | с  | Когда они нас увидят                            | When They See Us                                | Bobby Burns                                             |
| 2019      | ф  | Хуанита                                         | Juanita                                         | Blair Underwood                                         |
| 2018      | ф  | Афтепати                                        | The After Party                                 | Sgt. Martin Ellison                                     |
| 2016—2018 | с  | Куантико                                        | Quantico                                        | Оуэн Холл / Owen Hall                                   |
| 2016—2016 | с  | София Прекрасная                                | Sofia the First                                 | Sir Jaxon                                               |
| 2015—2016 | с  | Агенты «Щ.И.Т.»                                 | Agents of S.H.I.E.L.D.                          | Эндрю Гарнер / Andrew Garner                            |
| 2016—2016 | с  | Хорошая жена                                    | The Good Wife                                   | Harry Dargis                                            |
| 2015—2015 | с  | Джейк и пираты Нетландии                        | Jake and the Never Land Pirates                 | Captain Wraith                                          |
| 2013—2013 | с  | Айронсайд                                       | Ironside                                        | Robert Ironside                                         |
| 2012      | ф  | Женщина, которую ты потерял: на седьмой день    | Woman Thou Art Loosed: On the 7th Day           | David Ames                                              |
| 2010—2011 | с  | Событие                                         | The Event                                       | Президент США Элиас Мартинес / President Elias Martinez |
| 2011      | ф  | Домашняя работа                                 | The Art of Getting By                           | Директор Билл Мартинсон / Principal Martinson           |
| 2010      | ф  | Я пойду                                         | I Will Follow                                   | Evan                                                    |
| 2006—2010 | с  | Новые приключения старой Кристин                | The New Adventures of Old Christine             | Daniel Harris                                           |
| 2007—2009 | с  | Грязные мокрые деньги                           | Dirty Sexy Money                                | Саймон Элдер / Simon Elder                              |
| 2009      | ф  | Девушка из прогноза погоды                      | Weather Girl                                    | Fitz                                                    |
| 2008      | ки | The Legend of Spyro: Dawn of the Dragon         | The Legend of Spyro: Dawn of the Dragon         | Охотник / Hunter                                        |
| 2008—2008 | с  | Пациенты                                        | In Treatment                                    | Alex Prince                                             |
| 2007—2007 | с  | Закон и порядок: Специальный корпус             | Law & Order: Special Victims Unit               | Miles Sennet                                            |
| 2006—2006 | с  | Прикрытие - Один: Фактор Аида                   | Covert One: The Hades Factor                    | Palmer Addison                                          |
| 2006      | ф  | Воссоединение семьи Мэдеи                       | Madea's Family Reunion                          | Карлос Армстронг / Carlos Armstrong                     |
| 2006/I    | ф  | Чтo-то новенькое                                | Something New                                   | Mark Harper                                             |
| 2004—2005 | с  | Fatherhood                                      | Fatherhood                                      | Dr. Arthur Bindlebeep                                   |
| 2005      | ф  | The Golden Blaze                                | The Golden Blaze                                | Gregory Fletcher / The Golden Blaze                     |
| 2004—2005 | с  | LAX                                             | LAX                                             | Roger De Souza                                          |
| 2003—2004 | с  | Секс в большом городе                           | Sex and the City                                | Dr. Robert Leeds                                        |
| 2003      | ф  | Разыскиваются в Малибу                          | Malibu's Most Wanted                            | Том Гиббонс / Tom Gibbons                               |
| 2002      | ф  | Во всей красе                                   | Full Frontal                                    | Calvin / Nicholas                                       |
| 2002      | ф  | G                                               | G                                               | Chip Hightower                                          |
| 2000—2000 | с  | Городские ангелы                                | City of Angels                                  | Dr. Ben Turner                                          |
| 2000      | ф  | Правила боя                                     | Rules of Engagement                             | Капитан Ли / Captain Lee                                |
| 1998—1998 | с  | Семья мамы Флоры                                | Mama Flora's Family                             | Willie                                                  |
| 1998      | ф  | Столкновение с бездной                          | Deep Impact                                     | Астронавт Марк Саймон / Mark Simon                      |
| 1997      | ф  | Гаттака                                         | Gattaca                                         | генетик / Geneticist                                    |
| 1997—1997 | с  | Happily Ever After: Fairy Tales for Every Child | Happily Ever After: Fairy Tales for Every Child | King Midas                                              |
| 1996—1997 | с  | Главный инцидент                                | High Incident                                   | Officer Michael Rhoades                                 |
| 1996      | ф  | Вызов                                           | Set It Off                                      | Кит Уэстон / Keith                                      |
| 1996      | тф | Судебная ошибка                                 | Mistrial                                        | Lieutenant C. Hodges                                    |
| 1996      | тф | Душа игры                                       | Soul of the Game                                | Jackie Robinson                                         |
| 1995      | ф  | Справедливый суд                                | Just Cause                                      | Роберт Эрл Фергюсон / Bobby Earl                        |
| 1987—1994 | с  | Закон Лос-Анджелеса                             | L.A. Law                                        | Jonathan Rollins                                        |
| 1993      | ф  | Вооружённый отряд                               | Posse                                           | Carver                                                  |
| 1993      | тф | Отец и сын: опасные отношения                   | Father & Son: Dangerous Relations               | Jared Williams                                          |
| 1993—1993 | с  | Легенда о принце Валианте                       | The Legend of Prince Valiant                    | Harbormaster                                            |
| 1991      | ф  | Американское приключение                        | American Experience                             | Lewis Douglass                                          |
| 1991—1991 | с  | Другой мир                                      | A Different World                               | Zelmer Collier                                          |
| 1990      | тф | Heat Wave                                       | Heat Wave                                       | Bob Richardson                                          |
| 1990      | тф | Убийство в Миссисипи                            | Murder in Mississippi                           | James Chaney                                            |
| 1989      | ф  | Liberian Girl                                   | Liberian Girl                                   | В роли себя (видеоклип) / Blair Underwood               |
| 1989      | тф | Девушка с обложки и полицейский                 | The Cover Girl and the Cop                      | Horace Bouchet                                          |
| 1988      | тф | Mickey's 60th Birthday                          | Mickey's 60th Birthday                          | Jonathan Rollins                                        |
| 1986—1987 | с  | Downtown                                        | Downtown                                        | Terry Corsaro                                           |
| 1987—1987 | с  | Джамп-стрит, 21                                 | 21 Jump Street                                  | Reginald Brooks                                         |
| 1987—1987 | с  | Пугало и миссис Кинг                            | Scarecrow and Mrs. King                         | Stillman                                                |
| 1985      | ф  | Краш Грув                                       | Krush Groove                                    | Расселл Уолкер / Russell Walker                         |
| 1985—1985 | с  | Шоу Косби                                       | The Cosby Show                                  | Mark / Denise's Friend                                  |
| 1985—1985 | с  | Рыцарь дорог                                    | Knight Rider                                    | Potts                                                   |